# Paweł Polityło
Paweł Polityło (ur. 12 marca 1992 w Kudowie-Zdroju) – polski zawodnik mieszanych sztuk walki (MMA). Były zawodnik organizacji KSW. Podwójny mistrz irlandzkiej organizacji CRC w wadze piórkowej z 2017 oraz koguciej z 2018. Mistrz irlandzkich mistrzostw ADCC z 2018 oraz NAGA z 2019 w formule submission fightingu. Od 1 czerwca 2024 mistrz federacji Babilon MMA w wadze piórkowej.
Mieszka w Irlandii w Dublinie, jednak reprezentuje Polskę.

## Kariera MMA

### Przeszłość zapaśnicza, amatorstwo i zawodowy debiut dla KSW
Sporty walki zaczynał od trenowania zapasów w klubie ULKS "Bizon" Milicz.
W 2013 roku zaczął walczyć amatorsko w formule MMA, tocząc większość walk dla Amatorskiej Ligi MMA. W ostatniej walce w 2017 roku zawalczył o pas irlandzkiej organizacji Cage Ring Championship w wadze piórkowej, który zdobył.
Zawodowy debiut stoczył niespodziewanie dla Konfrontacji Sztuk Walki, kiedy to w październiku 2017 roku zastąpił Anzora Ażyjewa i wszedł do walki z doświadczonym Chorwatem, Antunem Račiciem, mającym stoczone blisko 30 walk zawodowych. Starcie, które odbyło się na gali KSW 40 w Dublinie zakończyło się ku zdziwieniu niejednogłośną decyzją sędziowską na korzyść zaprawionego w walkach rywala.

### CRC i BAMMA
W 2018 roku stoczył walki także w Dublinie. Dwie z nich odbył dla dawnej federacji Cage Ring Championship, a jedną dla brytyjskiej BAMMA. Wszystkie starcia wygrał przez decyzję sędziowską, kolejno z Dylanem Sheehanem, Nathanem Kellym oraz Adamem Caffreyem, z którym wywalczył pas CRC w wadze koguciej.

### Powrót do KSW
Drugą walkę w powrocie do KSW stoczył 23 marca 2019 podczas gali KSW 47: The X-Warriors w Łodzi. W drugiej rundzie znokautował uderzeniami Dawida Gralkę.
Dwa miesiące później na KSW 49 stoczył rewanżowy pojedynek z Antunem Račiciem. Ponownie przegrał z Chorwatem niejednogłośnie na punkty.
29 sierpnia 2020 na KSW 54 stoczył walkę z Rumunem, Bogdanem Barbu. Zwyciężył przez jednogłośną decyzję sędziów.
Pod koniec stycznia 2021 na gali KSW 58 zmierzył się z Dawidem Martynikiem. Polityło zdominował zapaśniczo i klinczersko rywala, dzięki czemu odniósł drugie zwycięstwo z rzędu.
17 lipca tego samego roku na wydarzeniu KSW 62 zmierzył się z byłym pretendentem do pasa, Brunem Augusto dos Santosem. Przegrał jednogłośną decyzją sędziów
Podczas gali KSW 69, która odbyła się 23 kwietnia 2022 w warszawskim Studio ATM, zawalczył z Patrykiem Chrobakiem. Polityło efektownie wypunktował swojego rywala, dzięki czemu zwyciężył jednogłośnie na kartach punktowych.
10 września 2022 podczas gali KSW 74: De Fries vs. Prasel w Ostrowie Wielkopolskim zmierzył się z Brazylijczykiem, Werllesonem Martinsem. Przegrał jednogłośną decyzją sędziów.

### Babilon MMA
24 listopada 2023 zadebiutował w organizacji Babilon MMA. W drugiej walce wieczoru gali Babilon MMA 41 zmierzył się z Kamilem Warzybokiem w eliminatorze do walki o pas dywizji piórkowej. Zwyciężył przez techniczny nokaut w trzeciej rundzie.
1 czerwca 2024 podczas gali Babilon MMA 45 zdobył pas mistrza federacji Babilon MMA w wadze piórkowej, odbierając tytuł po 25 minutach Szymonowi Rakowiczowi.
Do pierwszej obrony pasa mistrzowskiego Babilon MMA przystąpił 22 listopada 2024 podczas gali Babilon MMA 49 w Radomiu. Jego przeciwnikiem został będący na passie 4 zwycięstw z rzędu Błażej Majdan. Polityło znokautował pretendenta w drugiej rundzie, broniąc tym samym tytułu wagi piórkowej.

### FNC
W styczniu 2025 roku, podpisał kontrakt z chorwacką organizacją Fight Nation Championship. W debiucie dla nowego pracodawcy zawalczył 15 lutego 2025 z Ivanem Sičają na gali FNC 21 w Zadarze. Przegrał niejednogłośną, kontrowersyjną decyzją sędziów. W trakcie walki Polityle odjęto dwa punkty za niezrobienie wagi oraz rzekomym po ciosie w tył głowy. Po kontrowersyjnej przegranej menedżer Pawła Polityły, Artur Gwóźdź, złożył oficjalny protest w sprawie werdyktu walki oraz opublikował karty punktowe sędziów, które wzbudziły duże emocje wśród kibiców i ekspertów. Protest ten w późniejszym czasie został odrzucony.
W drugiej walce dla chorwackiej organizacji zawalczył 24 maja 2025 na wydarzeniu FNC 23 w serbskim Belgradzie, gdzie zmierzył się z doświadczonym Brazylijczykiem, Ronym Jasonem. W trzeciej rundzie zwyciężył przez techniczny nokaut, zasypując rywala ciosami w parterze.

## Osiągnięcia

### Grappling
- Niebieski pas w brazylijskim jiu-jitsu[42]
- 2013: No Gi Fight Dzierżoniów – 2 miejsce w kategorii niebieskich pasów do -66 kg[43]
- 2015: IV Charytatywny Meeting No Gi Oława – 2 miejsce w kategorii niebieskich pasów do -67,5 kg[44]
- 2018: ADCC Ireland Open – 1 miejsce w kategorii do -65,9kg[45]
- 2019: NAGA(inne języki) Ireland Grappling Championship – 1 miejsce w kategorii do -64,9 kg[46]
- 2024: ADCC Ireland Celtic Championship – 2 miejsce w kategorii do -76 kg[47]

### Mieszane sztuki walki
- Cage Ring Championship
  - 2017: Mistrz CRC w wadze piórkowej[4][3]
  - 2018: Mistrz CRC w wadze koguciej[5][6]
- Babilon MMA
  - 2024: Mistrz Babilon MMA w wadze piórkowej[8]

## Lista zawodowych walk w MMA
| Wynik     | Bilans | Przeciwnik (bilans przed walką) | Rozstrzygnięcie                        | Runda | Czas | Rozgrywki                                | Data       | Miejsce             | Uwagi                                                                      |
| --------- | ------ | ------------------------------- | -------------------------------------- | ----- | ---- | ---------------------------------------- | ---------- | ------------------- | -------------------------------------------------------------------------- |
|           |        | Ivan Sičaja (7-1)               |                                        |       |      | FNC 24                                   | 06.09.2025 | Zagrzeb             | Pojedynek o pas mistrzowski FNC w wadze piórkowej.                         |
| Wygrana   | 11-5   | Rony Jason (18-11. 1 NC)        | TKO (ciosy pięściami w parterze)       | 3     | 1:51 | FNC 23: Fabjan vs. Moeil                 | 24.05.2025 | Belgrad             | Limit umowny -68.5 kg.                                                     |
| Przegrana | 10-5   | Ivan Sičaja (6-1)               | Decyzja (niejednogłośna)               | 3     | 5:00 | FNC 21: Batur vs. Andryszak              | 15.02.2025 | Zadar               | Debiut w FNC.                                                              |
| Wygrana   | 10-4   | Błażej Majdan (6-4)             | TKO (prawy sierpowy i ciosy pięściami) | 2     | 0:28 | Babilon MMA 49: Polityło vs. Majdan      | 22.11.2024 | Radom               | Obronił pas mistrzowski Babilon MMA w wadze piórkowej. Main Event          |
| Wygrana   | 9-4    | Szymon Rakowicz (6-2)           | Decyzja (jednogłośna)                  | 5     | 5:00 | Babilon MMA 45: Rakowicz vs. Polityło    | 01.06.2024 | Nowy Targ           | Zdobył pas mistrzowski Babilon MMA w wadze piórkowej. Main Event           |
| Wygrana   | 8-4    | Kamil Warzybok (5-2)            | TKO (ciosy pięsciami)                  | 3     | 2:07 | Babilon MMA 41: Błeszyński vs. Tomczak   | 24.11.2023 | Bielsko-Biała       | Debiut w Babilon MMA. Co-Main Event                                        |
| Przegrana | 7-4    | Werlleson Martins (16-5)        | Decyzja (jednogłośna)                  | 3     | 5:00 | KSW 74: De Fries vs. Prasel              | 10.09.2022 | Ostrów Wielkopolski |                                                                            |
| Wygrana   | 7-3    | Patryk Chrobak (3-1)            | Decyzja (jednogłośna)                  | 3     | 5:00 | KSW 69: Przybysz vs. Martins             | 23.04.2022 | Warszawa            |                                                                            |
| Przegrana | 6-3    | Bruno Augusto dos Santos (9-2)  | Decyzja (jednogłośna)                  | 3     | 5:00 | KSW 62: Kołecki vs. Szostak              | 17.07.2021 | Warszawa            |                                                                            |
| Wygrana   | 6-2    | David Martiník (4-1)            | Decyzja (jednogłośna)                  | 3     | 5:00 | KSW 58: Parnasse vs. Torres              | 30.01.2021 | Łódź                |                                                                            |
| Wygrana   | 5-2    | Bogdan Barbu (16-11)            | Decyzja (jednogłośna)                  | 3     | 5:00 | KSW 54: Gamrot vs. Ziółkowski            | 29.08.2020 | Warszawa            |                                                                            |
| Przegrana | 4-2    | Antun Račić (22-8-1)            | Decyzja (niejednogłośna)               | 3     | 5:00 | KSW 49: Soldić vs. Kaszubowski           | 18.05.2019 | Gdańsk/Sopot        |                                                                            |
| Wygrana   | 4-1    | Dawid Gralka (6-2)              | TKO (ciosy pięściami)                  | 2     | 3:52 | KSW 47: The X-Warriors                   | 23.03.2019 | Łódź                |                                                                            |
| Wygrana   | 3-1    | Adam Caffrey (3-2)              | Decyzja (jednogłośna)                  | 3     | 5:00 | Cage Ring Championship 8: Blaze of Glory | 10.06.2018 | Dublin              | Zdobył pas mistrzowski Cage Ring Championship w wadze koguciej. Main Event |
| Wygrana   | 2-1    | Nathan Kelly (0-1)              | Decyzja (niejednogłośna)               | 3     | 5:00 | BAMMA 35: Lohoré Vs. Pascu               | 12.05.2018 | Dublin              |                                                                            |
| Wygrana   | 1-1    | Dylan Sheehan (2-3)             | Decyzja (jednogłośna)                  | 3     | 5:00 | Cage Ring Championship 7: Annihilation   | 21.01.2018 | Dublin              | Co-Main Event                                                              |
| Przegrana | 0-1    | Antun Račić (19-8-1)            | Decyzja (niejednogłośna)               | 3     | 5:00 | KSW 40: Dublin                           | 22.10.2017 | Dublin              | Debiut w zawodowym MMA. Debiut w KSW.                                      |